# Xã Alpine, Michigan
Xã Alpine (tiếng Anh: Alpine Township) là một xã thuộc quận Kent, tiểu bang Michigan, Hoa Kỳ. Năm 2010, dân số của xã này là 13.336 người.